# Martin Gasser (Kunsthistoriker)
Martin Gasser (* 9. Februar 1955 in Weinfelden) ist ein Schweizer Fotograf und Wissenschaftler.

## Werdegang
Gasser schloss 1978 eine Ausbildung als wissenschaftlicher Fotograf an der ETH Zürich ab und war von 1981 bis 1987 Assistent am Institut für Kommunikationstechnik der ETH Zürich. 1986 bekam er das Eidgenössische Stipendium für angewandte Kunst und 1988 das McCormick Fellowship der Princeton University. Gasser ist Kurator der Fotostiftung Schweiz.

## Ausstellungen

### Einzelausstellungen
- Rochester USA, MFA Gallery, Four Days. 1980
- Rochester USA, MFA Gallery, Gwunder. 1980
- Santos BR, Festival Musica Nova, House of Usher, Bühnenbild. 1983
- São Paulo BR, Centro Cultural, Die Strasse. 1983
- Hofgeissner, Evangelische Akademie, Magisches Königreich. 1984

### Gruppenausstellungen
- 1982, Frauenfeld, Thurgauische Kunstsammlung, Fotografie z. B. 1982
- 1982, Kassel, Documenta 7. 1982

## Schriften
- Photographien. Hofgeissner, Evangelische Akademie 1980.
- Mit Ulrich Gasser und Rudolf Hanhart: Installation, Klangraum, Musik, St. Gallen, Kunstverein St. Gallen 1983.
- 100 Franken – und andere Steine, Hofgeissner, Evangelische Akademie 1985.
- Teikäwook, Weinfelden, Thurgauer Tagblatt 1987.